# Knick Knack
Knick Knack és un curt americà d'animació de l'any 1989, generat per ordinador, produït per Pixar i dirigit per John Lasseter. El curt és sobre un ninot de neu atrapat a un globus de neu que vol unir-se als altres souvenirs en una festa temàtica d'estiu. Tanmateix, la cúpula de vidre que l'envolta li impedeix escapar, així que intentarà sortir de totes les maneres possibles. Knick Knack és el quart curt de Pixar i l'últim produït quan l'empresa encara era de maquinari.
El curt destaca dels altres de Lasseter amb Pixar perquè a Knick Knack és la comèdia la que condueix tota la història. Va ser inspirat per Tom i Jerry, Looney Tunes, i la feina dels animadors Chuck Jones i Tex Avery. Lasseter col·leccionava globus de neu i també li agradaven els souvenirs d'arreu del món. Aquests elements també van ser inclosos al curt. El cantant Bobby McFerrin va improvisar la banda sonora de jazz a cappella de la pel·lícula, mentre visionava una de les primeres versions a cappella, que finalment no es va alterar per a la seva edició final.
Knick Knack es va estrenar a la convenció de SIGGRAPH de 1989 a la ciutat de Boston i va ser presentat en 3D. El curt ha gaudit de crítiques positives des del seu debut, i ha estat projectat a nombrosos festivals de cinema.

## Argument
En una prestatgeria, uns souvenirs de llocs de vacances d'estiu estan celebrant una festa. Al seu costat, un ninot de neu, en Knick, qui viu a un globus de neu de Nome, Alaska, veu a una andròmina de "Sunny Miami" d'una noia en biquini descansant a la festa. Knick prova de moltes maneres sortir del globus per arribar a la noia: intenta trencar el cristall amb l'iglú de decoració, també amb un martell i el seu nas de pastanaga, amb un martell pneumàtic, un bufador de tall, detonant explosius TNT... Finalment, el globus cau del prestatge, i a la caiguda Knick troba una sortida d'emergència en la base i s'allibera just abans que ell i el globus acabin a una peixera. Aquí Knick veu un souvenir d'una sirena, semblant al de la noia d'abans, aquest cop de "Sunny Atlantis". Knick corre cap a ella però el globus cau al fons de la peixera i l'atrapa per segon cop abans que pugui arribar a la sirena.

## Orígens
El 1988, Tin Toy, el tercer curt de Pixar, va guanyar l'Oscar per al Millor Curtmetratge d'Animació, la primera pel·lícula animada per ordinador a reclamar aquest premi. El primer premi també per l'empresa de maquinari, que encara lluitava per vendre el seu producte principal: el Pixar Image Computer. L'animador i director clau darrere de Tin Toy, John Lasseter, havia treballat a Disney feia anys però va ser acomiadat per donar suport a l'animació per ordinador, cosa amb la qual el seu superior no estava d'acord. Ara, Disney va fixar-se en l'Oscar que Lasseter havia guanyat per Tin Toy i va començar una campanya perquè tornés a la companyia.
Lasseter va rebutjar el càrrec de director que li oferia Disney, comentant al co-fundador de Pixar Ed Catmull, "puc anar a Disney i ser director, o puc quedar-me aquí i fer història." Jeffrey Katzenberg, el cap dels Walt Disney Studios, tenia una reputació de ser tossut i controlador. Per altra banda, Lasseter va rebre llibertat creativa total a la petita divisió d'animació a Pixar i era altament respectat pels seus companys. A més de captar l'interès de Disney, Steve Jobs, el propietari de Pixar, va renovar el seu interès en el grup d'animació, i va aprovar la producció d'un altre curt.

## Producció
Després dels mals de cap a l'hora d'animar a Billy, la criatura de Tin Toy, Lasseter va renunciar a tornar a provar-ho amb personatges humans. Tot l'equip va posar-se d'acord en fer alguna cosa més senzilla que no "els tornés a tots bojos," segons el productor Ralph Guggeinheim. Al visionar Who Framed Roger Rabbit durant la producció de Tin Toy, Lasseter es va inspirar per crear un tipus de dibuix animat com el de Chuck Jones. Més que desafiar les limitacions de la maquinària com havien fet a l'anterior curt, els animadors van voler fer un curt basat en formes geomètriques, que eren un dels punts forts dels ordinadors. En una discussió amb el grup, Lasseter va parlar dels famosos Warner Bros i Tex Avery, el director de MGM. Va destacar que els seus dibuixos animats eren salvatges i exuberants, tot i així no necessàriament molt complexes. Lasseter col·leccionava globus de neus i també li agradaven els souvenirs d'arreu del món; a partir d'aquests elements, Knick Knack va començar a prendre forma.
La resta de l'equip també eren aficionats a Tom i Jerry i el treball de Chuck Jones, i trobaven la idea de violència als dibuixos animats atractiva. L'animador Flip Phillips i el coordinador de producció Deirdre Warin van donar amb la idea d'un globus de neu caient a la peixera a la vegada. A Craig Good se li va acudir el cercle que es va empetitint com a tancament del curt, referencia a Looney Tunes. L'esquelet al prestatge era un model 3D de l'arxiu d'esquelets de la Universitat Estatal d'Ohio anomenat George, tot i que l'equip de Pixar va allargar els seus braços per l'efecte còmic. Per acabar, també es van alterar els dos personatjes femenins (la noia amb el bikini i la sirena). Un director tècnic, aficionat el pinup, va exagerar els seus pits.
El cantant Bobby McFerrin va compondre la banda sonora musical, una cançó de jazz a cappella, que va improvisar mentre visionava una de les primeres versions del curt. La cançó acaba amb McFerrin cantant blah-blah-blah-blah perquè, al final d'aquesta versió, en comptes de crèdits normals es llegia blah-blah-blah-blah, així que ho va cantar McFerrin va treballar gratis perquè volia estar implicat amb la pel·lícula. Gary Rydstrom de Lucasfilm va crear els efectes de so pel curt.

## Estrenes i re-estrenes posteriors
Knick Knack es va estrenar al SIGGRAPH de 1989 a Boston. Va ser una de les últimes pel·lícules d'animació que va animar Lasseter personalment quan Pixar era encara una companyia independent. En el 1990, va guanyar el premi a Millor Curt al Festival de Cinema Internacional de Seattle. Quan Lasseter el va presentar al Festival de Cinema de Londres el 1991, The Independent de Londres el va descriure com "una obra mestra de quatre minuts" i The Guardian aclamava que Lasseter era "probablement la cosa més propera a Déu que ha honorat mai a la comunitat d'imatges electròniques." En el 2001, Terry Gilliam va seleccionar a Knick Knack com una de les deu millors pel·lícules d'animació de la història. Després de Knick Knack, Pixar es va prendre un descans de l'animació de curts i es va centrar a animar anuncis per a televisió, per tenir ingressos i així poder contractar nous animadors.
Es van estrenar dues versions de la pel·lícula, i cadascuna d'aquestes versions va ser projectada tant en 3D com en 2D. La versió original va ser mostrada en 3D el 1989 al programa de SIGGRAPH, i va ser posada a la venta en el VHS i Laserdisc de Tiny Toy Stories, i també en l'edició CAV Laserdisc deluxe de Toy Story. La pel·lícula va ser completament alterada per l'estrena que va precedir Buscant en Nemo (2003). En aquesta versió, les dues nines que apareixen tant a la festa d'estiu com a la peixera tenen pits molt més petits, i la sirena ara porta un sostenidor de petxines en comptes de dues estrelles de mar. Lasseter va defensar aquests canvis, "no va ser el gran dolent Disney que va entrar i va insistir que ho féssim… va ser la nostra elecció. Personalment, era sobrepassar un límit com a pare. Així que vaig prendre la decisió de reduir la mida dels pits (d'aquests personatges)." La versió nova comença amb el missatge: "El 1989, sis anys abans de Toy Story, els Estudis d'Animació de Pixar van fer aquest curt d'animació." Aquesta versió està disponible en el DVD i Blu-ray de Buscant en Nemo, el DVD i Blu-ray de Col·lecció de Curts de Pixar– Volum, i a la ITunes Store. La nova versió va ser inclosa en format 3D a la nova edició Malson Abans de Nadal en Disney Digital 3D el 2006.